# Стокгольмская школа
Стокгольмская школа (шведская школа) — этим термином обозначают слабо организованную группу шведских экономистов, работавших в Стокгольме, Швеция, в первую очередь в 1930-х годах.
Стокгольмская школа работала в те же годы, что и Джон Мейнард Кейнс, однако к аналогичным выводам в макроэкономике и теории спроса и предложения пришла самостоятельно. Как и Кейнс, ученые были вдохновлены трудами Кнута Викселля, работавшего в первые годы XX века.
Лидеры реформистско-социалистического крыла стокгольмской школы Э. Линдаль и Г. Мюрдаль создали теоретическую базу шведской модели «народного дома»: расширение круга производимых государством общественных благ, прогрессивное налогообложение и социальные трансферты, регулирование центральным банком нормы процента для уравновешивания сбережений и инвестиций и смягчения циклических колебаний. Представители либерального крыла стокгольмской школы Б. Улин и Э. Лундберг, критиковали разработанную профсоюзами стратегию государственной поддержки переподготовки и рабочей мобильности.

## Основные представители
- Гуннар Мюрдаль
- Бертиль Олин
- Густав Кассель
- Эрик Линдаль
- Даг Хаммаршёльд
- Эрик Лундберг